# Sociaal Werk
Sociaal Werk is behalve de bachelor-opleiding (onderdeel van het studiegebied Sociaal-Agogisch Werk) ook de beroepsactiviteit die sociale verandering bevordert, en tevens poogt probleemoplossing in menselijke relaties te verbeteren, empowerment en bevrijding van mensen om welzijn te verhogen. Principes van mensenrechten en sociale rechtvaardigheid zijn fundamenten voor het Sociaal Werk (Malfiet e.a., 2003).
Sociaal Werk heeft volgende afstudeerrichtingen:
- Maatschappelijk Werk en Dienstverlening (MWD)
- Maatschappelijke advisering
- Culturele en Maatschappelijke Vorming (CMV)
- Syndicaal werk en sociaal beleid
- Personeelswerk

Na de bachelor is er de mogelijkheid om de tweejarige master Social Work te volgen
Sociaal Werk is tevens een mbo-opleiding op niveau 4. Deze kent 2 uitstroomrichtingen (voorheen aparte opleidingen):
- Sociaal- Cultureel Werk
- Sociaal- Maatschappelijke Dienstverlening

In Vlaanderen wordt de opleiding door 11 hogescholen aangeboden. Houders van het diploma mogen de titel maatschappelijk assistent voeren.
Drie Vlaamse universiteiten organiseren ook een opleiding sociaal werk op masterniveau: Antwerpen, Gent en Leuven.